# Adventures of Sherlock Holmes; or, Held for Ransom
Pour plus de détails, voir Fiche technique et Distribution.
Adventures of Sherlock Holmes; or, Held for Ransom (abrégé Adventures of Sherlock Holmes et aussi désigné sous le nom de Sherlock Holmes au Royaume-Uni) est un court-métrage muet américain produit par la Vitagraph Company of America. Il s'agit du second film mettant en scène le détective Sherlock Holmes après Sherlock Holmes Baffled, court métrage réalisé en 1900. Il s'agit par ailleurs de la première adaptation « sérieuse » et « narrative » d'une aventure de Sherlock Holmes, Sherlock Holmes Baffled insistant davantage sur le trucage vidéo.
Le film a été tourné sur une pellicule 35 mm en noir et blanc. La bobine mesurait 725 pieds, pour une durée d'environ 9 minutes. Le film est sorti aux États-Unis le 7 octobre 1905,. Le scénario fait référence au roman Le Signe des quatre d'Arthur Conan Doyle, mais n'en est pas une adaptation.
Le film est considéré comme perdu, bien que des images issues de la pellicule, ayant servi pour le dépôt du copyright à la sortie du film, aient été conservées à la Bibliothèque du Congrès,.

## Intrigue
Malgré la disparition du film, plusieurs sources permettent d'en connaître l'intrigue détaillée. Le Niagara Falls Gazette du 18 novembre 1905 et l’Urban Catalogue d'août 1906 présentent tous deux un résumé complet et concordant du scénario,.
Dans un parc, des criminels enlèvent une jeune fille d'environ sept ans et l'enferment dans leur repère de la banlieue de Londres, où elle est surveillée par une vieille femme. Une lettre de rançon (5 000 livres) signée « Le Signe des quatre » est envoyée à son père, George Carruthers, gentleman londonien. L'homme vient s'en référer à Sherlock Holmes. Le détective décide d'aller récupérer la jeune fille au lieu indiqué par les criminels. Pour cela, il se grime en adoptant l'apparence physique de George Carruthers et prépare une fausse rançon.
Holmes se présente au repère des bandits ; l'un d'entre eux lui permet d'entrer. Croyant reconnaître son père, la jeune fille se précipite dans ses bras. Le détective renverse alors la lampe qui éclaire la pièce pour plonger la scène dans le noir, puis sort en emportant la petite. Toutefois, la vieille femme le rattrape : s'accrochant à sa gorge, elle donne ainsi le temps aux bandits d'arriver à leur tour pour le maîtriser. Dans la lutte, la fausse barbe de Holmes est arrachée : les criminels découvrent qu'ils ont capturé leur plus grand adversaire.
Le détective est alors attaché et placé à côté d'un tonneau rempli de poudre, relié à une mèche que les bandits allument avant de quitter les lieux à la hâte. La fille de George Carruthers, oubliée par les criminels dans leur précipitation, vole au secours de Holmes pour éteindre la mèche avant qu'il ne soit trop tard. Ensemble, ils fuient à nouveau, mais sont aperçus par les criminels qui s'engagent à leur poursuite. L'un d'eux rejoint Holmes, mais reçoit un vigoureux coup de poing qui le laisse à terre.
Pour échapper à leurs autres poursuivants, Holmes et la petite trouvent refuge dans une maison abandonnée dans laquelle ils s'enferment. Pendant que leurs assaillants tentent d'enfoncer la porte, Holmes crée une mise en scène en accrochant une corde au linteau d'une fenêtre pour laisser croire à sa fuite, puis se cache dans une cheminée. Lorsque les bandits entrent, la ruse fonctionne : persuadés que le détective est parti par un autre chemin, ils reprennent la route à sa recherche. Holmes peut alors sortir de sa cachette et s'enfuir dans le sens opposé.
Le détective fait envoyer un télégramme aux Carruthers pour les convier à Baker Street. Sur place, le détective révèle aux deux parents la présence de leur fille avec un brin de théâtralité. La mère serre son enfant dans ses bras. Holmes refuse d'être rémunéré pour cette affaire.

## Distribution
La distribution des rôles n'est pas connue avec exactitude et fait l'objet d'hypothèses. Seuls deux noms d'acteurs sont associés au film à sa sortie : H. Kyrle Bellew et J. Barney Sherry, dont les rôles ne sont toutefois pas précisés. Du fait que H. Kyrle Bellew était âgé d'environ 55 ans à la sortie du film, il est souvent considéré que l'acteur jouait ici le personnage du docteur Watson, sans certitude toutefois. J. Barney Sherry avait quant à lui incarné le personnage de Raffles dans le film Raffles, the Amateur Cracksman produit la même année par la Vitagraph Company. Pour cette raison, il est considéré que l'acteur conserve probablement ici un rôle de bandit.
Aucune certitude n'existe vis-à-vis de l'acteur jouant Sherlock Holmes. En 1975, Michael Pointer publie l'ouvrage Public Life of Sherlock Holmes dans lequel il affirme que le détective est joué par Maurice Costello, qui jouerait ici son premier rôle au cinéma. Cette théorie est reprise par d'autres ouvrages de référence, jusqu'à être étudiée par Leslie S. Klinger, qui publie en 1998 dans le Baker Street Journal un article intitulé Was Maurice Costello The First Screen Sherlock Holmes?. L'information est alors démentie : Maurice Costello n'était pas encore membre de la Vitagraph Company en 1905, ne l'ayant rejointe qu'en 1907 selon de rares extraits d'interviews retrouvés dans des journaux. Pointer reconnaît son erreur d'identification dans un échange de lettres avec Klinger. Plus tard, en 2013, Howard Ostrom publie un article intitulé The Case of The Vitagraph Holmes dans lequel il défend l'hypothèse selon laquelle Holmes serait joué par Gilbert M. Anderson. Cette théorie est reprise sur le site IMDb, dont le contenu est modifié dans les années suivantes pour retirer le nom de Maurice Costello et le remplacer par celui de Gilbert M. 'Broncho Billy' Anderson.

## Réalisation
Très peu d'informations subsistent sur la réalisation du film. Selon un article du Niagara Falls Gazette du 18 novembre 1905, repris par Alan Barnes dans son ouvrage Sherlock Holmes on Screen, la Vitagraph Company avait acheté les droits d'adaptation des aventures de Sherlock Holmes auprès de l'éditeur américain McClure, Phillips & Co, qui avait fait paraître le recueil The Return of Sherlock Holmes en février 1905.
Il est généralement admis que le réalisateur du film est James Stuart Blackton, seul réalisateur de la Vitagraph Company avec Albert E. Smith à cette époque. La Vitagraph étant établie à New York, le tournage a probablement eu lieu dans les différents quartiers de la ville : en se fiant aux informations partielles de l'historien Anthony Slide ayant travaillé sur l'histoire de la compagnie, Barnes émet l'hypothèse que les scènes d'extérieur ont été tournées à Flatbush (Brooklyn) et les scènes intérieures dans un immeuble de Nassau Street (Manhattan).

## Analyse
Après la disparition du film, les auteurs d'ouvrages consacrés au cinéma holmésien n'ont longtemps eu comme base de travail que de simples synopsis du film mentionnant la présence d'un groupe de bandits agissant sous le nom du « Signe des quatre ». Le scénario du film a dès lors été présenté dans divers ouvrages comme étant adapté ou inspiré de celui du roman Le Signe des quatre. Il n'existe en réalité aucun lien entre l'intrigue de l'ouvrage et celle du film. Le nom « Le Signe des quatre » n'est ici qu'un clin d'œil à l'œuvre de Conan Doyle.
Dans l'ouvrage Sherlock Holmes on Screen, Alan Barnes remarque que la scène se déroulant au repère des bandits est directement inspirée de la pièce de théâtre Sherlock Holmes (1899) dans laquelle William Gillette emploie un stratagème semblable. Dans cette pièce, Holmes libère également une jeune femme enfermée dans un repaire de criminels et plonge la pièce dans le noir pour créer la confusion en échappant ainsi à ses adversaires.